# 永瀬拓矢
永瀬 拓矢（ながせ たくや、1992年9月5日 - ） は、将棋の棋士である。安恵照剛八段門下。棋士番号は276。神奈川県横浜市中区出身。

## 棋歴

### プロ入り前
9歳の時に祖父から教えてもらったことが、将棋を始めたきっかけであるという。ただし6歳とする記事もある。
実名登録将棋サイトの『近代将棋』で日常的に高段者と対局をしていたことから、将棋の腕が上達していった。
2004年3月20日・21日に行われた小学生将棋名人戦東日本大会に、神奈川県代表として出場。同年、『松坂屋こども将棋大会高学年の部』で優勝。同年9月に小学6年生で奨励会に入会。同期入会に澤田真吾、菅井竜也、斎藤慎太郎、佐々木勇気、三枚堂達也、石井健太郎、竹内雄悟（以上は棋士）、伊藤沙恵（女流棋士）がいる。

### プロ入り後
奨励会三段リーグには、高校入学と同時、第43回（2008年度前期）から参加。3度目の三段リーグで14勝4敗・1位となり、2009年10月1日付で四段に昇段（プロ入り）。17歳0か月でのプロ入りは、現行三段リーグ制度導入（1987年）以降では、渡辺明（15歳11か月）・屋敷伸之（16歳8か月）・豊島将之（16歳11か月）に次ぐ、当時4番目の年少記録であった。
2010年、第5回「白瀧あゆみ杯争奪戦」（非公式戦）に出場。女流プロ2名と女性アマチュア1名に対し、すべて角落ちの上手番を持って勝利し、優勝。
2011年、1月11日（第69期順位戦C級2組、対・岡崎洋戦）から6月1日（第1期加古川青流戦、対・杉本和陽三段）まで公式戦18連勝を記録。この連勝の中には、第61回NHK杯戦の予選3局と、本戦1回戦（放送日は6月5日）での佐藤康光九段（永世棋聖資格保持者）から挙げた勝利が含まれている。この佐藤との対局は、NHK杯戦では史上初の千日手2回による再指し直しとなった。5月24日には第24期竜王戦6組準決勝で西川和宏を破り、竜王戦初昇級を決めた。そのほか、阿久津主税、加藤一二三からも勝ち星を挙げている。連勝ストップは、6月6日に行われた第37期棋王戦予選決勝（対・横山泰明戦）であり、棋王戦本戦進出も逸した。
連勝ストップ後の6月10日、第24期（2011年度）竜王戦6組で優勝。本戦では2勝したが、3回戦でNHK杯戦以来の再戦となった佐藤康光に敗北。
続く第25期（2012年度）竜王戦5組でも優勝し、2期連続で本戦進出（1回戦敗退）。6組と5組での連続優勝は行方尚史以来。なお、5組決勝進出決定時点で規定（連続昇級）により五段昇段した。
2012年10月には2棋戦の決勝に登場。まず27日・28日に第2期加古川青流戦で伊藤真吾四段に2連勝（1千日手）し、公式戦初優勝。続いて、31日に第34期新人王戦で藤森哲也四段に勝利し、通算2勝1敗で優勝。わずか3日で2つの公式戦を制した。
2013年6月17日、第26期（2013年度）竜王戦4組で優勝。ランキング戦3期連続優勝は木村一基（4組・3組・2組優勝）以来2人目。ランキング戦通算3回優勝の昇段規定により同日付けで六段に昇段した。
第39期棋王戦の挑戦者決定トーナメントでは準決勝で敗れたが、敗者復活戦を勝ち上がって挑戦者決定二番勝負に進出。しかし、準決勝でも対戦した三浦弘行に1勝1敗で敗れ、挑戦はならなかった。この際、羽生善治に対してあげた「2戦2勝」（挑戦者決定トーナメント準々決勝、敗者復活戦決勝ともに勝利）は将棋界に衝撃をもたらした。
2015年3月21日、将棋電王戦FINAL第2局でコンピューターソフトのSeleneと対局、永瀬の角不成王手に対して、Seleneが王手放置したため反則負けとなり、団体戦となってからの電王戦で初となるプロ棋士側2勝目をもたらした。
2015年度に入り、5月29日、第28期（2015年度）竜王戦4組で2度目の優勝。決勝トーナメントでも羽生善治四冠を破って挑戦者決定三番勝負に進出したが、1勝2敗で渡辺明棋王に敗れ、挑戦はならなかった。なお、渡辺は第28期竜王戦でA級棋士・竜王以外のタイトル保持者と一度も対局せずに竜王獲得の珍事を成し遂げているが、永瀬の挑決三番勝負進出がこの珍事の大きな理由の1つになっている。後に自身も叡王戦で同様の珍事を成し遂げることとなる。第74期（2015年度）順位戦C級2組では8勝2敗・3位の成績をあげ、C級1組への昇級を決めた。
2016年度も好調のスタートを見せ、第29期（2016年度）竜王戦3組ランキング戦でも決勝まで進み、前年度に続いての2年連続昇級が決まっている。
また、第87期（2015年度）棋聖戦の本戦トーナメント決勝で村山慈明七段を破り、 羽生善治棋聖への挑戦が決定。五番勝負は2勝3敗でタイトル獲得はならなかった。

### 2017年度
2017年11月22日、第30期（2017年度）竜王戦2組昇決・3位決定戦の決勝で杉本昌隆七段を破り、 1組へ昇級が決定。規定により七段に昇段した。
第43期（2017年度）棋王戦挑戦者決定戦トーナメントで決勝二番勝負に進出。敗者復活戦から勝ち上がった黒沢怜生五段を破り、渡辺明棋王への挑戦が決定。渡辺との五番勝負は2勝3敗に終わり、またしてもタイトル獲得はならなかった。
2017年度の第76期順位戦C級1組は最終局で宮本広志に勝利し、9勝1敗の成績となった。勝ち数で佐々木勇気と高崎一生に並んだが、永瀬がこの期の順位が1位であったため、初のB級2組に昇級が決まった。

### 2018年度
第77期順位戦B級2組も連勝街道を走り、残り1戦を残してB級1組への連続昇級が決まった。また第4期叡王戦では七段予選から勝ち上がり、菅井竜也との挑戦者決定三番勝負で2勝1敗で勝利。高見泰地とのタイトル七番勝負では、4勝0敗で自身初タイトルとなる叡王を獲得した。

### 2019年度
第67期王座戦は前期ベスト4の実績により挑戦者決定トーナメントにシードされた。トーナメントで山崎隆之、高見泰地、佐藤天彦、豊島将之を破り、王座戦の挑戦権を獲得。斎藤慎太郎王座との五番勝負を3勝0敗で制し、王座のタイトルを獲得するとともに、2018年5月22日に追加されたタイトル2期獲得時の昇段規定による八段昇段の第1号となった。
複数タイトル保持者となったこの頃から、既にトップ棋士としての立場を確立していた渡辺明・豊島将之と共に「三強」、あるいは当時最年少タイトル挑戦を視野に入れ始めていた藤井聡太を含めて「四強」と呼ばれ始める。2020年夏、この4人によって棋界八大タイトルが占有されたことで「四強」の一角としての立場が定着する。

### 2020年度
第60期王位戦では自身初となる王位リーグ入りを果たすと、リーグ初参戦ながら4勝1敗の成績を収め、白組プレーオフに進出する（プレーオフで羽生善治九段に敗北）。第13回朝日杯では初めてベスト4入りを果たすと、準決勝でも阿久津主税八段に勝利し、決勝まで進出した（千田翔太七段に敗れ準優勝）。
第91期棋聖戦では決勝トーナメントを勝ち進み挑戦者決定戦にまで進出したが、藤井聡太に敗れ第87期（2015年度）以来となる挑戦を逃す（藤井はそのままタイトル戦で渡辺明棋聖に3勝1敗とし、最年少タイトル獲得記録を30年ぶりに更新することになる）。第61期王位戦でも活躍し、紅組リーグを5戦全勝として挑戦者決定戦に進出したが、再び藤井聡太に敗れ挑戦を逃した（藤井はそのまま木村一基王位に4連勝で王位を獲得する）。
自身初の防衛戦となる第5期叡王戦タイトル戦は、2019年度の棋戦ながら新型コロナウイルス感染症の影響などで開始が2020年度に大きくずれ込んだ。さらに豊島将之竜王との七番勝負は、千日手1局と持将棋2局を含む異例の長期戦となる「十番勝負」にまでもつれ、2020年9月21日の最終局に豊島の勝利で決着、3勝4敗2持将棋(1千日手)で叡王位を失冠した。
第70期王将戦では二次予選決勝で久保利明に勝利し、初めての王将リーグ参戦を果たす。リーグでも藤井聡太に初勝利を収めるなど快進撃を続け、5勝1敗の成績で豊島将之と同率1位となった。プレーオフでは豊島に勝利し、渡辺明王将への挑戦権を獲得。タイトル戦では3連敗から2連勝と巻き返したものの、2勝4敗で奪取ならず。
タイトル保持者になったため、将棋日本シリーズ（第41回）に初参戦。久保利明と斎藤慎太郎に勝利するも、決勝で豊島将之に敗れて準優勝となる。
2度目の防衛戦となった第68期王座戦では久保利明を挑戦者に迎え、3勝2敗で防衛を果たした。これで自身初のタイトル戦2連覇、また、タイトル獲得数を3に伸ばすとともに、タイトル3期獲得の規定により九段に昇段した。仮に前述の昇段規定追加が無かった場合、過去に高橋道雄・羽生善治・屋敷伸之がそうであったように、タイトル3期獲得後もその他の八段昇段規定を満たすまで七段に据え置かれていたが、規定追加の恩恵を受ける形となった。
2021年3月11日に行われた第79期順位戦B級1組第12回戦で近藤誠也に勝利し、A級への昇級を決めた。
「第3回AbemaTVトーナメント」では、二度の抽選を引き当てて藤井聡太、増田康宏との3名で「チーム永瀬（チームバナナ）」を結成し、優勝した。

### 2021年度
第92期棋聖戦では2年連続で挑戦者決定戦にまで進出したが、渡辺明に敗れ再び挑戦を逃す。第34期竜王戦では1組ランキング戦で自身初の1組優勝。本戦トーナメントでも4組優勝の梶浦宏孝に勝利し、挑戦者決定戦へ進出。2組優勝の藤井聡太2冠と、三度目となる決定戦での勝負となったが、2連敗で敗退（藤井はその後、豊島将之竜王に4連勝で竜王を獲得し、史上最年少の四冠保持者となる）。木村一基を挑戦者に迎えた第69期王座戦では3勝1敗で防衛を果たし、王座のタイトル戦3連覇となった。
第47期棋王戦で渡辺明棋王に挑戦し、1勝3敗で奪取ならず。

### 2022年度
2022年度は4月25日に行われた第93期棋聖戦の挑戦者決定戦で渡辺明名人を下し、藤井聡太棋聖へ挑戦したが1勝3敗で奪取ならず。
2022年10月28日の第81期将棋名人戦・A級順位戦、新型コロナウイルスによる臨時対局規定で佐藤天彦が反則負けとなる騒動が起き、大きく報じられた。
第35期竜王戦では前期に続いて1組優勝を果たし、丸山忠久・羽生善治に続く3人目の二期連続1組優勝者となった。
第70期王座戦では豊島将之九段と対戦。3勝1敗で防衛を果たし、王座のタイトル戦4連覇となった。

### 2023年度
第71期王座戦では藤井聡太竜王・名人と対戦し、1勝3敗で王座失冠。藤井の八冠独占を許した。なお、この五番勝負は敗局となった第2局以降の三局も、永瀬優勢の局面が(難解ながらも)あり、特に第3局と第4局は勝勢の局面からの逆転負けを喫した。また、第4局は将棋大賞の名局賞特別賞を受賞した。なお、今期から和服での対局が原則義務化されており、これまでタイトル戦であっても頑なに和服の着用を避けていた永瀬も和服を着用することとなった。
第37期竜王戦では、1組ランキング戦の初戦で佐藤康光九段、5位決定戦の初戦でも菅井竜也八段に敗れ、初の2組降級となった。
2024年3月29日、通算499勝(219敗)で迎えた2023年度の最終局、第95期棋聖戦決勝トーナメントの中村太地戦に勝利し通算500勝到達。

### 2024年度
7月22日に行われた第72期王座戦の挑戦者決定戦で羽生善治九段を下し、藤井聡太王座へ挑戦した。

## 棋風
デビューからしばらくは三間飛車を得意とする振り飛車党だったが、2012年頃から居飛車党に転向した。振飛車党時代は、「有利になれば相手の駒をすべて取りにいく」ような棋風で「大山康晴十五世名人の再来」と呼ばれた。
また、棋士同士の勝負では先手番の方が勝率が良い上に、先手番の方が戦局の主導権を握れる場合が多いのに、1局でも多く将棋を指した方が経験を積めるからと、後手番だけでなく先手番でも千日手を厭わない。本人曰く「対局にあたっていくつか罠を用意しておくが、その罠に引っかからなかったら千日手を目指す」という。ちなみに「千日手にもストックがある」とのことで、例えば「飛車回りに飛車で受けさせるのは千日手の基本手筋」だという。そのためか、現役棋士で千日手の出現率が最多であり、自身初出場のNHK杯将棋選手権・対佐藤康光戦において同棋戦初の2連続千日手、第5期叡王戦での千日手1回・持将棋2回によるタイトル戦最多の計1418手に及ぶ激戦、第93期棋聖戦でのタイトル戦初の1日3局の対局などを記録している（それ以前にも2連続千日手の例はあるが、後日指し直しとなっているため）。
上記の印象から周囲からは「負けない将棋」「受け将棋」と呼ばれることが多いが、本人曰く「負けない将棋は昔の話であり、攻め将棋だと思っている」「終わらない将棋が理想」とのこと。

## 人物
横浜市立間門小学校卒業。 家族は祖母・父母・妹・弟。
初の三段リーグ参加と高校進学が重なった。高校は入学してすぐに「自分には合わない、自分の行く場所ではない」と気づき、わずか1週間で中退した。
2017年9月に、関東所属若手棋士による将棋普及グループ「東竜門」のツイッターを1週間担当した際に、実家がラーメン店を営んでいることを公表した。棋士として何より努力を重んじるストイックな姿勢は、ラーメン店を開業してから、腕を上げるため他の店に修業に出た父の姿を、将棋を始めた子供時代に目の当たりにしたことに影響されているという。その父は2019年3月14日に公開された第4期叡王戦七番勝負のPVに永瀬とともに登場し、まだタイトルに手が届かない息子に「まだ努力が足りない」としつつも早くタイトルを取ってファンを喜ばせろと激励した。
2019年、台湾で行われた第4期叡王戦開幕局が初めての海外で、このためにパスポートを取った。
唯一の趣味は漫画を読むこと。「週刊少年ジャンプ」を10数年毎週欠かさず購入している。2022年の第70期王座就位式には「僕とロボコ」の作者である宮崎周平が祝辞に駆けつけている。
酒が全く飲めない。また、ワサビとからしも苦手。動物好きだが、動物アレルギーがある。 

### 将棋に対する姿勢・取り組み
幼少期に書道、水泳、公文、家庭教師などの習い事をしていたが、人並みにすらできず、その中で、将棋という初めて人並みにできることが見つかり、自分の中では「これはやらなければいけない」という認識だったという。
子供の頃のホームグラウンドは磯子将棋センター。「年間300回くらい通った」と話す。同じ道場出身者に戸辺誠がいる。また、蒲田将棋クラブでは藤森哲也らとともにアマチュア強豪と腕を磨いていたという。
「将棋は才能ではなく努力」、「練習量は裏切らない」が持論で、他棋士と一線を画す「根性」「不倒」など独特の揮毫をする事が多い。第69期王将戦挑戦者決定リーグに際して渡辺明王将（当時）とリーグ参加者へのインタビュー形式で組まれた特集「王将リーグ『才能と努力』」では、アンケートの才能型・努力型の棋士を挙げる項目（複数回答可）で、8人中5人（糸谷哲郎・広瀬章人・豊島将之・三浦弘行・藤井聡太）から努力型棋士の代表例として名前を挙げられた。
将棋に対する非常に厳しい姿勢や発言から、「軍曹」と呼ばれたり、「ボーイ」と呼ぶ棋士もいる。「軍曹」の呼び名については「階級を上げられるように頑張ります（笑）」と2016年6月にコメントしている。その後「中尉」に階級が上がった。

#### 交友関係
鈴木大介との交流が深く、第87期棋聖戦の挑戦者になった時のインタビューで、「自分の意識としては、私の棋士人生は鈴木先生（大介八段）に頂いたものだと思っています」と語った。
佐々木勇気とは奨励会時代から交流があり、非常に親交が深い。幼い頃は自らを遥かに凌ぐ才能を持ちながら、近年は実績では永瀬に遅れをとる佐々木に対し、インタビュー等で厳しい言葉を残すことも多い。しかし佐々木は永瀬の発言に対し「『起爆剤になってくれたら』という意味合いもあると思います」と真意を推し量っている。
藤井聡太は藤井のデビュー当初からVSを行っている唯一の存在であり、その実力と人柄を絶賛している。藤井もまた永瀬の将棋に対する真摯な姿勢に感銘を抱いており、タイトルを争う間柄ながら互いに認め合う間柄である。

#### 対局に関するエピソード
対局に際しては一日あたりスポーツドリンク20本を持ち込み、大量に飲んでいく。最近は、缶コーヒー（無糖）も多く持参しているという。
また、タイトル戦の番勝負ではおやつを大量に注文する傾向があり、特にバナナを多く食している。2016年の棋聖戦でも第2局でバナナを合計4本注文しているが、2018年の棋王戦では第4局までで合計23.5本という大量注文を敢行し、ネット上では「バナ永瀬」などと呼ばれるに至った。2018年の将棋年鑑において「世の中で一番怖いもの」を聞かれた際に「この世からバナナがなくなること」と回答したほどのバナナ好き。ただ実際のところは、バナナ以外にシャインマスカットなども大好物である。
タイトル戦の番勝負では通例的に和服を着用して対局することが一般的だが、永瀬は和服での対局を好まずスーツで臨むことが多い。2020年の第5期叡王戦七番勝負（対豊島将之竜王名人）では対局開始時は和服を着用し、その後いったん離席して別室でスーツに着替えて登場した。続く2020年の第68期王座戦五番勝負（対久保利明九段）では第一局こそ叡王戦同様に途中で着替えを行ったが、第二局からは最初からスーツ着用での登場となった。第70期王将戦七番勝負（対渡辺明王将）では第一局の最初からスーツ着用で挑んだ。本人は「和服でなくても気合は入るものだと思っています。和服は技量が足りないと脱げてしまいますが、スーツはそういったこともありません」と和服での対局に慣れないことを理由として挙げている。なお、各タイトル戦に服装規定は無く過去にスーツ姿で対局をした棋士もいる（棋戦 (将棋) #服装を参照）が多くはない。永瀬は事前に主催者を通じて対局相手や開催地の承諾を受けた上で対局に臨んでいる。2023年の第71期王座戦五番勝負から対局規定で和服が原則義務となり第1局から和服で対局に臨んでいる。また、プロ公式戦であり前年のトップ棋士12人の選抜戦である将棋日本シリーズは和服着用が義務付けられているため、出場した際はすべて和服で対局に臨んでいる。

## 昇段履歴
研修会（関東研修会）
| - 0000年00月：D2クラス - 2003年06月：D1クラス昇級 - 2003年07月：C2クラス昇級 - 2003年10月：C1クラス昇級 - 2004年05月：B2クラス昇級 - 2004年08月まで在籍（最終在籍 B2クラス → 奨励会へ） |

奨励会（関東奨励会）
- 2004年09月00日：6級 = 関東奨励会入会（当時小学6年）[72]

| - 2005年02月00日：5級（9勝3敗、同上） - 2005年05月00日：4級（9勝3敗、当時中学1年） - 2005年10月00日：3級（9勝1敗、同上） - 2005年12月00日：2級（6連勝、同上） - 2006年02月00日：1級（6連勝、同上） - 2007年04月00日：初段（16勝6敗、当時中学3年） - 2007年09月00日：二段（12勝4敗、同上） |

- 2007年12月00日：三段（12勝3敗、当時中学3年）
2007年12月00日：三段（第43回奨励会三段リーグ〈2008年度前期〉から三段リーグ参加）
- 2009年10月01日：四段（第45回奨励会三段リーグ成績1位） = プロ入り[2]

四段昇段以降
- 2009年10月01日：四段 = プロ入り[2]
- 2012年04月24日：五段（竜王ランキング戦連続昇級、通算63勝31敗）[5]
- 2013年06月17日：六段（竜王ランキング戦通算3回優勝、通算110勝46敗）[6]
- 2017年11月22日：七段（竜王戦1組昇級、通算259勝104敗）[76]
- 2019年10月01日：八段（タイトル2期獲得、通算331勝129敗）[77][注釈 5][注釈 6]
- 2020年10月14日：九段（タイトル3期獲得、通算377勝144敗）[79][注釈 7]

## 主な成績

### 獲得タイトル
は2025年7月現在の在位。登場・連覇の 太字 は歴代最多記録。
他の棋士との比較は、タイトル獲得記録、将棋のタイトル在位者一覧を参照。
| タイトル                                                                     | 獲得年度  | 登場 | 獲得期数 | 連覇  | 永世称号（備考） |
| 竜王                                                                         | －        | 0    | －       | －    | －               |
| 名人                                                                         | －        | 1回  | －       | －    | －               |
| 叡王                                                                         | 2019      | 2回  | 1期      | －    | －               |
| 王位                                                                         | －        | 0    | －       | －    | －               |
| 王座                                                                         | 2019-2022 | 6回  | 4期      | 4連覇 | －               |
| 棋王                                                                         | －        | 2回  | －       | －    | －               |
| 王将                                                                         | －        | 2回  | －       | －    | －               |
| 棋聖                                                                         | －        | 2回  | －       | －    | －               |
| タイトル獲得 合計 5期 / 登場回数 合計15回 （第83期名人戦〈2025年〉終了まで） |           |      |          |       |                  |

タイトル戦登場
- 名人：1回（第83期=2025年）
- 叡王：2回（0第4期=2018年度 - 2019年度）
- 王座：6回（第67期=2019年度 - 2024年度〈6期連続・継続中〉）
- 棋王：2回（第43期=2017年度、2021年度)
- 王将：2回（第70期=2020年度、2024年度)
- 棋聖：2回（第87期=2016年度、2022年度)

登場回数 合計 15回（第83期名人戦〈2025年〉終了まで）

### 棋戦優勝
全棋士参加棋戦
- 朝日杯将棋オープン戦 1回（2023年度）

新人棋戦
- 加古川青流戦 1回（2012年度）
- 新人王戦 1回（2012年度）

一般棋戦優勝：合計 3回

#### 非公式戦優勝
- 白瀧あゆみ杯争奪戦 1回（2010年度）
- AbemaTVトーナメント 2回（2020年、2023年）

### 将棋大賞
- 第39回（2011年度） 連勝賞（18連勝）
- 第40回（2012年度） 新人賞、勝率1位賞（0.786）
- 第41回（2013年度） 連勝賞（12連勝）
- 第47回（2019年度） 敢闘賞、連勝賞（15連勝）
- 第48回（2020年度） 最多対局賞（69対局）・最多勝利賞（44勝）[81]
- 第51回（2023年度） 名局賞特別賞 - 第71期王座戦第4局（藤井聡太七冠=竜王・名人との対局）
- 第52回（2024年度） 敢闘賞

### 在籍クラス
竜王戦と順位戦のクラスは、将棋棋士の在籍クラス を参照。
| 開始 年度 | (出典)順位戦出典 | (出典)順位戦出典 | (出典)順位戦出典 | (出典)順位戦出典 | (出典)順位戦出典 | (出典)順位戦出典 | (出典)順位戦出典 | (出典)順位戦出典 | (出典)竜王戦出典 | (出典)竜王戦出典 | (出典)竜王戦出典 | (出典)竜王戦出典 | (出典)竜王戦出典 | (出典)竜王戦出典 | (出典)竜王戦出典 | (出典)竜王戦出典 | (出典)竜王戦出典 | (出典)竜王戦出典 |
| 開始 年度 | 期               | 名人             | A級              | B級              | B級              | C級              | C級              | 0                | 期               | 竜王             | 1組              | 2組              | 3組              | 4組              | 5組              | 6組              | 決勝 T           |                  |
| 開始 年度 | 期               | 名人             | A級              | 1組              | 2組              | 1組              | 2組              | 0                | 期               | 竜王             | 1組              | 2組              | 3組              | 4組              | 5組              | 6組              | 決勝 T           |                  |
| --- | ---------------- | ---------------- | ---------------- | ---------------- | ---------------- | ---------------- | ---------------- | ---------------- | ---------------- | ---------------- | ---------------- | ---------------- | ---------------- | ---------------- | ---------------- | ---------------- | ---------------- | ---------------- |
| 2009 | 68               | 四段昇段前       | 四段昇段前       | 四段昇段前       | 四段昇段前       | 四段昇段前       | 四段昇段前       | 四段昇段前       | 23               |                  |                  |                  |                  |                  |                  | 6組              | --               | 2-1/昇3-1        |
| 2010 | 69               |                  |                  |                  |                  |                  | C239             | 6-4              | 24               |                  |                  |                  |                  |                  |                  | 6組              | 2-1              | 6-0 (1位)        |
| 2011 | 70               |                  |                  |                  |                  |                  | C214             | 6-4              | 25               |                  |                  |                  |                  |                  | 5組              |                  | 0-1              | 5-0 (1位)        |
| 2012 | 71               |                  |                  |                  |                  |                  | C211             | 7-3              | 26               |                  |                  |                  |                  | 4組              |                  |                  | 1-1              | 5-0 (1位)        |
| 2013 | 72               |                  |                  |                  |                  |                  | C206             | 8-2              | 27               |                  |                  |                  | 3組              |                  |                  |                  | --               | 0-1/昇0-1        |
| 2014 | 73               |                  |                  |                  |                  |                  | C205             | 6-4              | 28               |                  |                  |                  |                  | 4組              |                  |                  | 5-2              | 5-0 (1位)        |
| 2015 | 74               |                  |                  |                  |                  |                  | C211             | 8-2              | 29               |                  |                  |                  | 3組              |                  |                  |                  | 0-1              | 4-0 (1位)        |
| 2016 | 75               |                  |                  |                  |                  | C134             |                  | 9-1              | 30               |                  |                  | 2組              |                  |                  |                  |                  | --               | 0-1/昇4-0        |
| 2017 | 76               |                  |                  |                  |                  | C101             |                  | 9-1              | 31               |                  | 1組              |                  |                  |                  |                  |                  | --               | 0-1/昇1-1        |
| 2018 | 77               |                  |                  |                  | B221             |                  |                  | 10-0             | 32               |                  | 1組              |                  |                  |                  |                  |                  | 1-1              | 3-1 (2位)        |
| 2019 | 78               |                  |                  | B112             |                  |                  |                  | 7-5              | 33               |                  | 1組              |                  |                  |                  |                  |                  | --               | 1-1/昇1-1        |
| 2020 | 79               |                  |                  | B105             |                  |                  |                  | 9-3              | 34               |                  | 1組              |                  |                  |                  |                  |                  | 1-2              | 4-0 (1位)        |
| 2021 | 80               |                  | A 09             |                  |                  |                  |                  | 5-4              | 35               |                  | 1組              |                  |                  |                  |                  |                  | 0-1              | 4-0 (1位)        |
| 2022 | 81               |                  | A 06             |                  |                  |                  |                  | 6-3              | 36               |                  | 1組              |                  |                  |                  |                  |                  | 2-2              | 2-1/昇1-0        |
| 2023 | 82               |                  | A 04             |                  |                  |                  |                  | 6-3              | 37               |                  | 1組              |                  |                  |                  |                  |                  | --               | 0-1/昇0-1        |
| 2024 | 83               |                  | A02              |                  |                  |                  |                  | 6-3 挑決1-0      | 38               |                  |                  | 2組              |                  |                  |                  |                  | 1-1              | 4-0 (1位)        |
| 2025 | 84               |                  | A 01             |                  |                  |                  |                  | -                | 39               |                  | 1組              |                  |                  |                  |                  |                  | --               | -                |
| 順位戦、竜王戦の 枠表記 は挑戦者。右欄の数字は勝-敗(番勝負/PO含まず)。 順位戦の右数字はクラス内順位 ( x当期降級点 / *累積降級点 / +降級点消去 ) 順位戦の「F編」はフリークラス編入 /「F宣」は宣言によるフリークラス転出。 竜王戦の 太字 はランキング戦優勝、竜王戦の 組(添字) は棋士以外の枠での出場。 |                  |                  |                  |                  |                  |                  |                  |                  |                  |                  |                  |                  |                  |                  |                  |                  |                  |                  |

記録
- 竜王戦全クラス優勝（1組-6組）：第38期で達成（史上初）

### 年度別成績
| 年度                                                          | 対局数 | 勝数 | 負数 | 勝率   | (出典) |
| ------------------------------------------------------------- | ------ | ---- | ---- | ------ | ------ |
| 2008年度                                                      | 2      | 1    | 1    | 0.5000 |        |
| 合計                                                          | 2      | 1    | 1    | 0.5000 |        |
| 2009年10月1日 四段昇段 （四段昇段前の成績は通算成績に含めず） |        |      |      |        |        |

| 年度             | 対局数 | 勝数 | 負数 | 持将棋 | 勝率   | (出典)  | 通算成績 | 通算成績 | 通算成績 | 通算成績 | 通算成績 | 通算成績 |
| ---------------- | ------ | ---- | ---- | ------ | ------ | ------- | -------- | -------- | -------- | -------- | -------- | -------- |
| 2009年度         | 10     | 6    | 4    | -      | 0.6000 | [ 84 ]  | 対局数   | 勝数     | 負数     | 持将棋   | 勝率     | (出典)   |
| 2010年度         | 35     | 23   | 12   | -      | 0.6571 | [ 85 ]  | 45       | 29       | 16       | -        |          |          |
| 2009-2010 (小計) | 45     | 29   | 16   | -      |        |         | 通算成績 | 通算成績 | 通算成績 | 通算成績 | 通算成績 | 通算成績 |
| 年度             | 対局数 | 勝数 | 負数 | 持将棋 | 勝率   | (出典)  | 対局数   | 勝数     | 負数     | 持将棋   | 勝率     | (出典)   |
| 2011年度         | 46     | 31   | 15   | -      | 0.6739 | [ 86 ]  | 91       | 60       | 31       | -        |          |          |
| 2012年度         | 56     | 44   | 12   | -      | 0.7857 | [ 87 ]  | 147      | 104      | 43       | -        |          |          |
| 2013年度         | 51     | 38   | 13   | -      | 0.7450 | [ 88 ]  | 198      | 142      | 56       | -        |          |          |
| 2014年度         | 39     | 24   | 15   | -      | 0.6153 | [ 89 ]  | 237      | 166      | 71       | -        |          |          |
| 2015年度         | 48     | 36   | 12   | -      | 0.7500 | [ 90 ]  | 285      | 202      | 83       | -        |          |          |
| 2016年度         | 46     | 31   | 15   | -      | 0.6739 | [ 91 ]  | 331      | 233      | 98       | -        |          |          |
| 2017年度         | 55     | 42   | 13   | -      | 0.7636 | [ 92 ]  | 386      | 275      | 111      | -        |          |          |
| 2018年度         | 45     | 36   | 9    | -      | 0.8000 | [ 93 ]  | 431      | 311      | 120      | -        |          |          |
| 2019年度         | 53     | 39   | 14   | -      | 0.7358 | [ 94 ]  | 484      | 350      | 134      | -        |          |          |
| 2020年度         | 69     | 44   | 23   | 2      | 0.6567 | [ 95 ]  | 553      | 394      | 157      | 2        |          |          |
| 2011-2020 (小計) | 508    | 365  | 141  | 2      |        |         |          |          |          |          |          |          |
| 2009-2020 (累計) | 553    | 394  | 157  | 2      |        |         | 通算成績 | 通算成績 | 通算成績 | 通算成績 | 通算成績 | 通算成績 |
| 年度             | 対局数 | 勝数 | 負数 | 持将棋 | 勝率   | (出典)  | 対局数   | 勝数     | 負数     | 持将棋   | 勝率     | (出典)   |
| 2021年度         | 57     | 35   | 22   | -      | 0.6140 | [ 96 ]  | 610      | 429      | 179      | 2        | 0.7055   | [ 97 ]   |
| 2022年度         | 56     | 37   | 19   | -      | 0.6607 | [ 98 ]  | 666      | 466      | 198      | 2        | 0.7018   | [ 99 ]   |
| 2023年度         | 55     | 34   | 21   | -      | 0.6181 | [ 100 ] | 721      | 500      | 219      | 2        | 0.6954   | [ 101 ]  |
| 2024年度         | 47     | 29   | 18   | -      | 0.6170 | [ 102 ] | 768      | 529      | 237      | 2        | 0.6906   | [ 103 ]  |
| 2021-2024 (小計) | 215    | 135  | 78   | -      |        |         |          |          |          |          |          |          |
| 通算             | 768    | 529  | 237  | 2      | 0.6906 | [ 103 ] |          |          |          |          |          |          |
| 2024年度まで     |        |      |      |        |        |         |          |          |          |          |          |          |

## 著書

### 単著
- 永瀬流 負けない将棋(マイナビ将棋BOOKS)（2012年11月、マイナビ、ISBN 978-4839944896）
- 全戦型対応版 永瀬流負けない将棋 (マイナビ将棋BOOKS)（2017年12月、マイナビ、ISBN 978-4839965006）

### 共著
- 若手精鋭が現代将棋を斬る(マイナビ将棋BOOKS)（戸辺誠、中村太地、村山慈明共著、2013年5月、マイナビ、ISBN 978-4839947125）

## 年表
| - タイトル戦は成績。人物名が書かれた部分は番勝負登場。 上段の氏名は対戦相手。うち、 太字 はタイトル獲得（奪取または防衛）、 太字永 は加えて永世、名誉称号資格獲得。 太字敗 は敗退。 下段は勝敗。o : 永瀬の勝ち、x : 永瀬の負け、j : 持将棋、s : 千日手指し直し - 一般棋戦 - 新人：新人王戦、青流：加古川青流戦、朝日：朝日杯将棋オープン戦 - 将棋大賞は次年度4月1日付公表分。 最優 : 最優秀棋士賞、優 : 優秀棋士賞、特 : 特別賞、 率 : 勝率一位賞、勝 : 最多勝利賞、対 : 最多対局賞、連 : 連勝賞、 新 : 新人賞、名局 : 名局賞、名特 : 名局賞特別賞、升 : 升田幸三賞、升特 : 升田幸三賞特別賞、 敢闘：敢闘賞 - 賞金&対局料は、年度区切りではなく1月 - 12月の集計。単位は万円。()内は順位。 の年は全棋士中1位。 - 備考 - 少 : 最年少記録 初 : 史上初の記録 |

| 年度                    | 名人 4-6月                    | 叡王 4-6月                       | 棋聖 6-7月           | 王位 7-9月                | 王座 9-10月          | 竜王 10-12月              | 王将 1-3月           | 棋王 2-3月      | 一般 棋戦 優勝                                                                   | 将棋大賞                                                                         | 賞金& 対局料                                                                     | 備考                                                                             |
| 2009年度                | －                            | －                               | －                   | －                        | －                   | －                        | －                   | －              |                                                                                  |                                                                                  |                                                                                  | 10月1日プロ入り                                                                  |
| 2010年度                | －                            | －                               | －                   | －                        | －                   | 第23期 6組 残留           | 第60期 一次予選 敗退 | 第36期 予選敗退 |                                                                                  |                                                                                  |                                                                                  |                                                                                  |
| 2011年度                | 第69期 C級2組 残留            | －                               | 第82期 一次予選 敗退 | 第52期 予選敗退           | 第59期 一次予選 敗退 | 6組優勝 本戦敗退          | 一次予選 敗退        | 予選敗退        |                                                                                  | 連                                                                               |                                                                                  |                                                                                  |
| 2012年度                | C級2組 残留                   | －                               | 一次予選 敗退        | 予選敗退                  | 一次予選 敗退        | 5組優勝 本戦敗退          | 二次予選 敗退        | 予選敗退        | 新人 青流                                                                        | 新人 率                                                                          |                                                                                  | 五段昇段                                                                         |
| 2013年度                | C級2組 残留                   | －                               | 一次予選 敗退        | 予選敗退                  | 一次予選 敗退        | 4組優勝 本戦敗退          | 一次予選 敗退        | 挑決敗退        |                                                                                  | 連                                                                               |                                                                                  | 六段昇段                                                                         |
| 2014年度                | C級2組 残留                   | －                               | 二次予選 敗退        | 予選敗退                  | 本戦敗退             | 3組 4組降級               | 一次予選 敗退        | 本戦敗退        |                                                                                  |                                                                                  |                                                                                  |                                                                                  |
| 2015年度                | C級2組 残留                   | (第1期)                          | 一次予選 敗退        | 予選敗退                  | 本戦敗退             | 4組優勝 挑決敗退          | 一次予選 敗退        | 本戦敗退        |                                                                                  |                                                                                  |                                                                                  |                                                                                  |
| 2016年度                | C級2組 C1昇級                 | (第2期)                          | 羽生善治敗 soxoxx    | 予選敗退                  | 二次予選 敗退        | 3組優勝 本戦敗退          | 一次予選 敗退        | 予選敗退        |                                                                                  |                                                                                  |                                                                                  | タイトル初挑戦 = 棋聖戦                                                          |
| 2017年度                | C級1組 残留                   | －                               | 本戦敗退             | 予選敗退                  | 二次予選 敗退        | 2組 1組昇級               | 二次予選 敗退        | 渡辺明敗 oxoxx  |                                                                                  |                                                                                  |                                                                                  | 七段昇段                                                                         |
| 2018年度                | C級1組 B2昇級                 | 第3期 六段戦敗退                 | 二次予選 敗退        | 予選敗退                  | 二次予選 敗退        | 1組 残留                  | 一次予選 敗退        | 本戦敗退        |                                                                                  |                                                                                  | 1382                                                                             | 初タイトル = 叡王戦                                                              |
| 2019年度                | B級2組 B1昇級                 | 高見泰地 oooo                    | 二次予選 敗退        | 挑決リーグ 残留           | 斎藤慎太郎 sooo      | 1組準優勝 本戦敗退        | 一次予選 敗退        | 予選敗退        |                                                                                  | 敢闘 連                                                                          | 4678                                                                             | 二冠 = 王座戦 八段昇段                                                           |
| 2020年度                | B級1組 残留                   | (6-9月開催)豊島将之敗 sxjjooxoxx | 挑決敗退             | 挑決リーグ 残留           | 久保利明 oxoxo       | 1組 残留                  | 渡辺明敗 xxxoosx     | 本戦敗退        |                                                                                  | 対 勝                                                                            | 4621                                                                             | 九段昇段                                                                         |
| 2021年度                | B級1組 A級昇級                | 本戦敗退                         | 挑決敗退             | 挑決リーグ 陥落           | 木村一基 xooo        | 1組優勝 挑決敗退          | 挑決リーグ 残留      | 渡辺明敗 xxox   |                                                                                  |                                                                                  | 4821                                                                             |                                                                                  |
| 2022年度                | A級 残留                      | 九段戦敗退                       | 藤井聡太敗 ssoxxx    | 予選敗退                  | 豊島将之 xsooo       | 1組優勝 本戦敗退          | 挑決リーグ 残留      | 本戦敗退        |                                                                                  |                                                                                  | 4668                                                                             |                                                                                  |
| 2023年度                | A級 残留                      | 挑決敗退                         | 挑決敗退             | 挑決リーグ 陥落           | 藤井聡太敗 oxxx      | 1組3位 挑決敗退           | 挑決リーグ 残留      | 本戦敗退        | 朝日                                                                             | 名特                                                                             | 3509                                                                             | 通算500勝到達                                                                    |
| 2024年度                | A級 残留                      | 挑決敗退                         | 本戦敗退             | 予選敗退                  | 藤井聡太敗 xxx       | 1組 2組降級               | 藤井聡太敗 xxxox     | 本戦敗退        |                                                                                  | 敢闘                                                                             | 3026                                                                             |                                                                                  |
| 2025年度                | (第83期) 藤井聡太敗 xxx so sx | (第10期) 本戦敗退                | (第96期) 挑決敗退    | (第66期) 藤井聡太 ------- | (第73期) 本戦敗退    | (第38期) 2組優勝 本戦敗退 | (第75期) 挑決リーグ  | (第51期) 本戦   |                                                                                  |                                                                                  |                                                                                  |                                                                                  |
| 年度                    | 名人 4-6月                    | 叡王 4-6月                       | 棋聖 6-7月           | 王位 7-9月                | 王座 9-10月          | 竜王 10-12月              | 王将 1-3月           | 棋王 2-3月      | 一般 棋戦 優勝                                                                   | 将棋大賞                                                                         | 賞金& 対局料                                                                     | 備考                                                                             |
| タイトル戦 登場・獲得数 | 登場 1回                      | 登場 2回 獲得 1期                | 登場 2回             | -                         | 登場 6回 獲得 4期    | -                         | 登場 2回             | 登場 2回        | 登場回数 合計 15回 獲得期数 合計 05期 （2025年度・第83期名人戦七番勝負終了まで） | 登場回数 合計 15回 獲得期数 合計 05期 （2025年度・第83期名人戦七番勝負終了まで） | 登場回数 合計 15回 獲得期数 合計 05期 （2025年度・第83期名人戦七番勝負終了まで） | 登場回数 合計 15回 獲得期数 合計 05期 （2025年度・第83期名人戦七番勝負終了まで） |